# Wassende en afnemende maan

Voorbeeld van een wassende maan

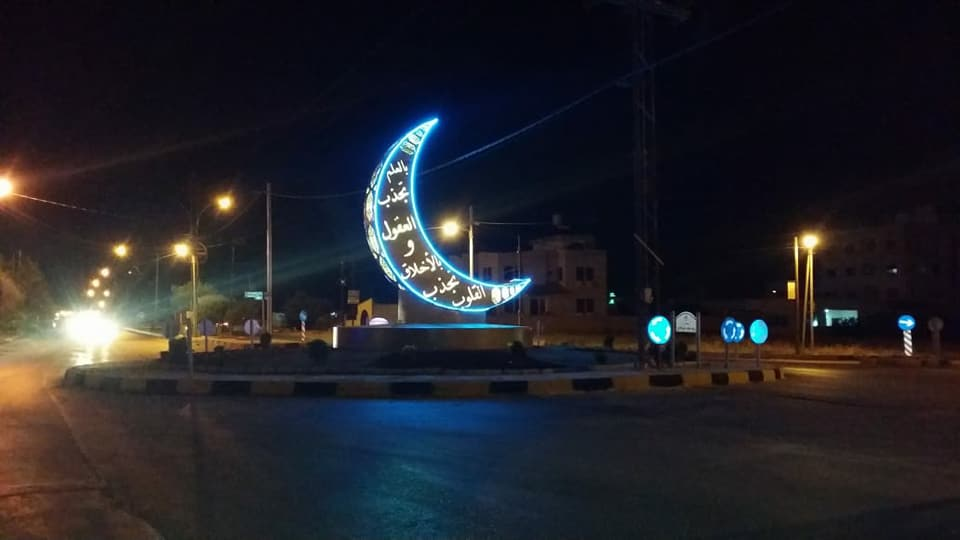
Standbeeld van de halve maan op een plein in Jordanië

De wassende maan of wassenaar is de maan gedurende twee weken na nieuwe maan. Het woord wassen betekent hier 'toenemen' of 'groeien'. Na deze twee weken is het volle maan.
De afnemende maan is de maan in de twee weken tussen volle en nieuwe maan.
In minder ruime zin denkt men bij een wassende of afnemende maan aan een sikkel, dus in de dagen kort voor en na nieuwe maan.
Een klein maansikkeltje is overdag moeilijk te zien, omdat dat dicht bij de zon staat. Men ziet de maansikkel dan ook pas als de zon onder is, dus kort na zonsondergang aan de westelijke hemel of vóór zonsopkomst aan de oostelijke hemel. De punten zijn op dat moment recht of schuin omhoog gericht.
In een afbeelding is nauwelijks verschil te zien tussen een wassende en een afnemende maan, het enige verschil is dat de punten van de wassende maan naar links zijn gericht en van de afnemende maan naar rechts. Dit geldt op het noordelijk halfrond, op het zuidelijk halfrond is het andersom.

## Heraldiek
De wassenaar is een bekend heraldisch symbool en is ook een belangrijk symbool van de islam. In West-Europa komt hij vaak terug in wapens van plaatsen met een verleden in de Kruistochten, zoals Dokkum en Wassenaar. In het wapen van Dokkum staat de maan met de punten omlaag. Dit is onnatuurlijk, in dat geval staat de zon namelijk boven de horizon en dan is de maan niet zichtbaar.

## Andere talen
In het Frans heet de wassende maan "croissant", wat 'groeiend' betekent. Een croissant is ook een broodje in de vorm van een maansikkel. Het Engelse woord 'crescent' duidt ook op een halfcirkelvormig plein, meestal langs een hoofdweg, zoals Park Crescent bij Marylebone Road in Londen.

## Afbeeldingen

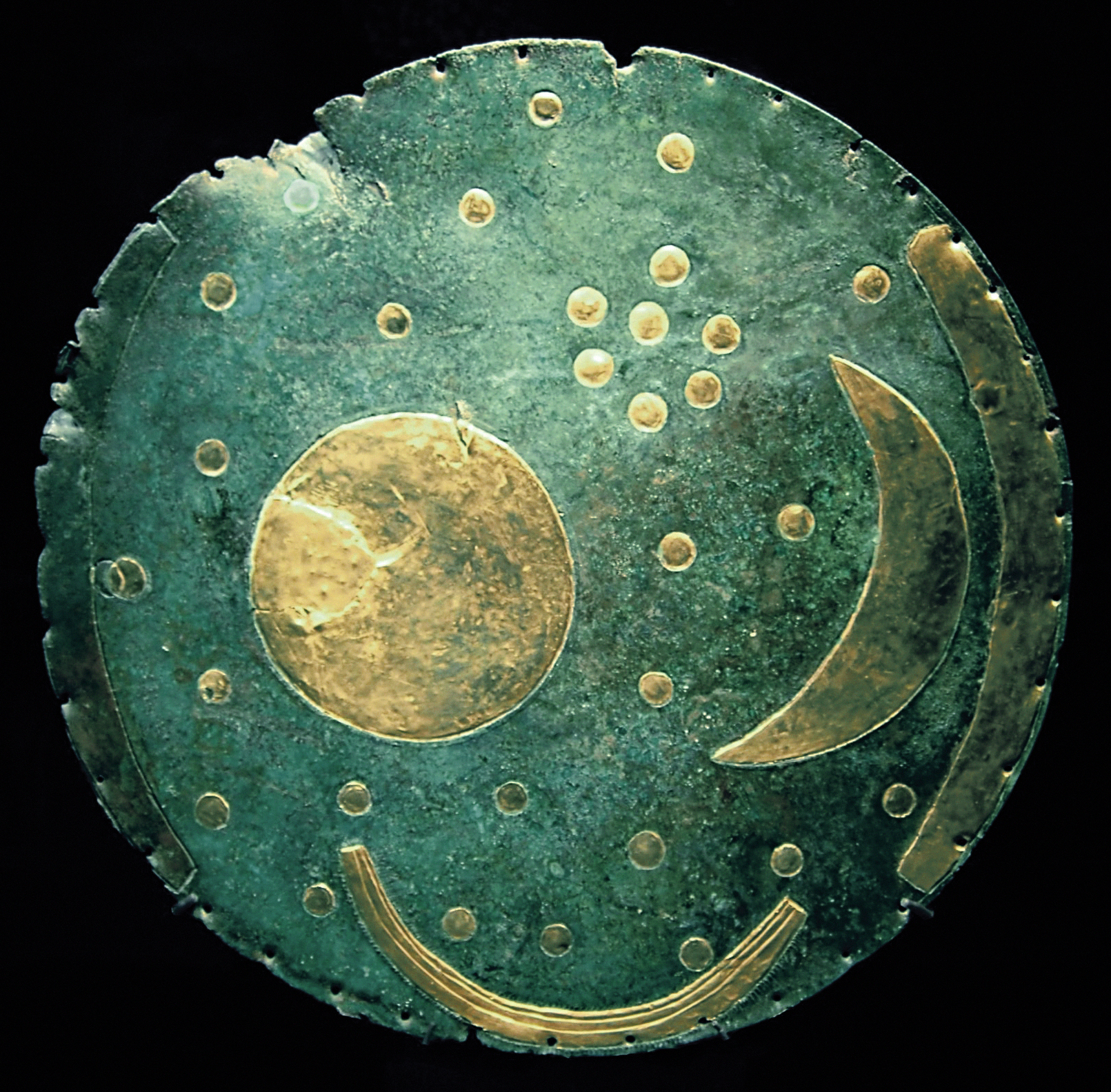
Hemelschijf van Nebra, bronstijd
Wapen van Dokkum
Wapen van Voorschoten
Wapen van Wassenaar
Het wapen van Kaag en Braassem toont een zogenaamde gezichtswassenaar
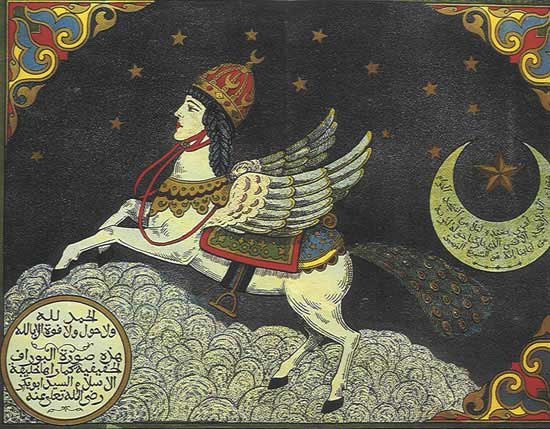
Een buraq op een Indisch miniatuur, 17e eeuw
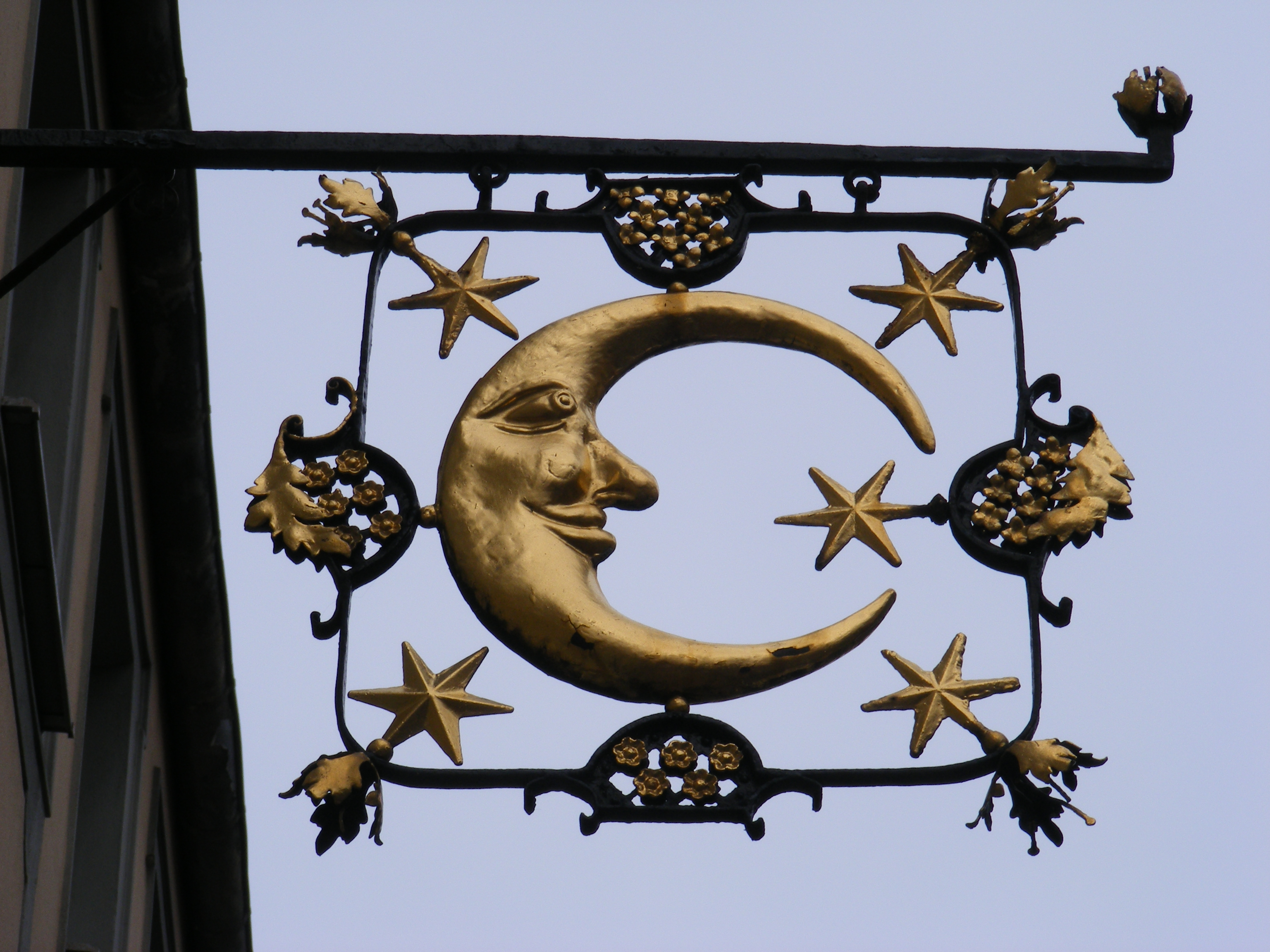
“Haus zum halben Mond” in Fulda (Uithangbord)
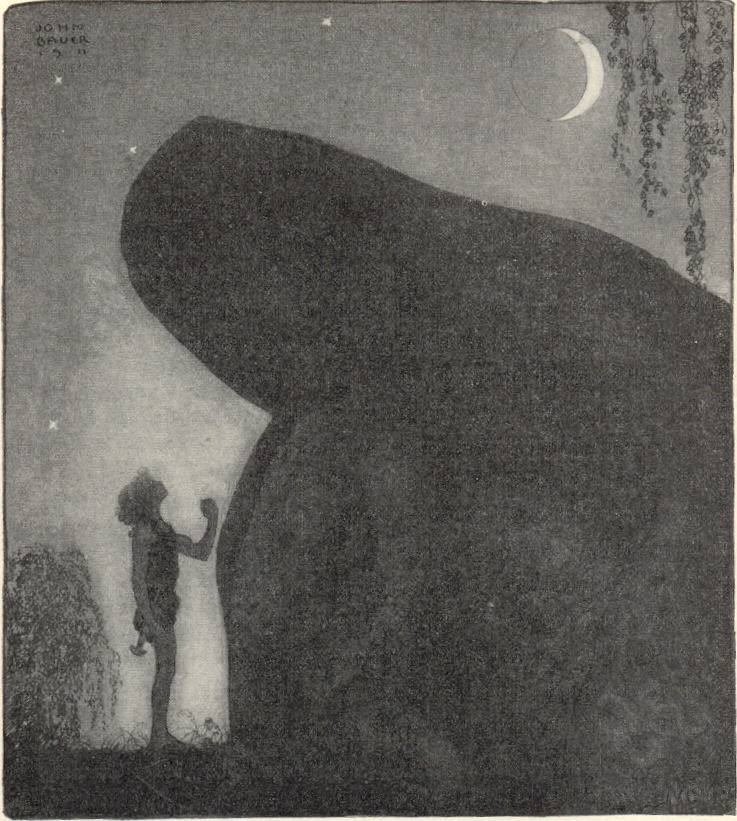
"Awake Gróa, Awake Mother" door John Bauer, 1911